# Taylor-Schechter 12.182

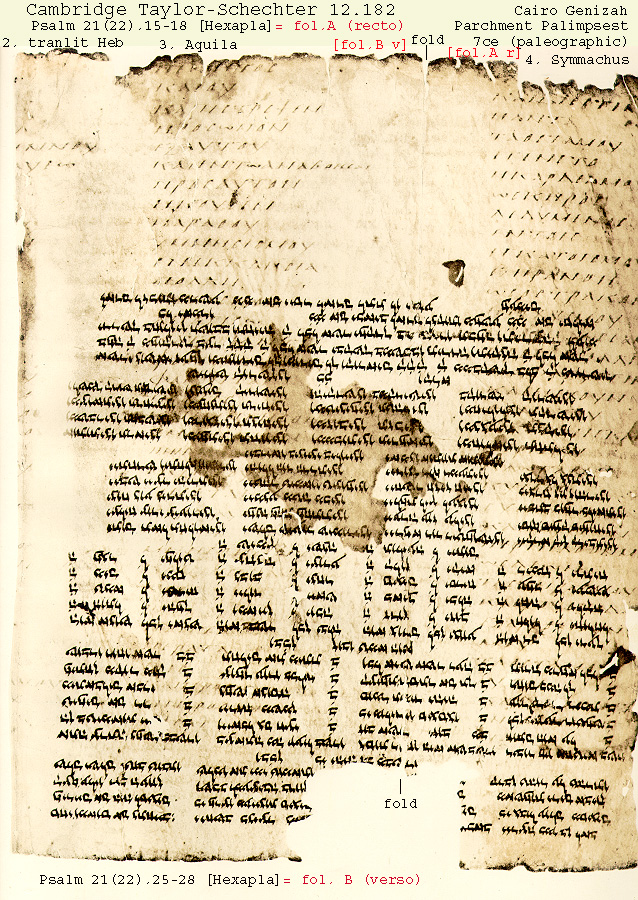
Cambridge, University Library, Taylor-Schechter Collection 12.182

Taylor-Schechter 12.182 (T-S 12.182; auch bezeichnet als TM Nr. 62326; LDAB id: 3490; Rahlfs 2005) bezeichnet eine auf Pergament geschriebene Handschrift in Kodexform des Buchs der Psalmen und der hebräischen liturgischen Poesie des Jannai. Es handelt sich um ein Palimpsest einer Kopie von Origenes’ Werk mit dem Titel Hexapla. Das Manuskript wird in das 7. Jahrhundert n. Chr. datiert und ist das älteste Manuskript der Hexapla. Heute wird es in der Universitätsbibliothek Cambridge als Teil der Taylor-Schechter Genizah Collection der Kairoer Geniza aufbewahrt (Signatur T-S 12.182). Diese Sammlung ist die größte Sammlung mittelalterlicher jüdischer Manuskripte.
TS 12.182 enthält hebräische liturgische Poesie als obere Schrift und Hexapla-Psalmfragmente als untere Schrift. Im zehnten Jahrhundert wurde die untere Schrift mit der hebräischen liturgischen Dichtung von Jannai überschrieben. Charles Taylor fand Fragmente von Psalm 22 in der Geniza der Ben-Esra-Synagoge in Kairo und sammelte sie in seinem Werk Hebrew-Greek Cairo Genizah Palimpsests from the Taylor-Schechter collection including a fragment of the twenty-second Psalm according to Origen’s hexapla.
Das Palimpsest ist in Kodexform auf Pergament geschrieben. Es enthält Verse aus Psalm 22 (nach der Zählung der Septuaginta Psalm 21): 15–18 (fol. A recto), 20–24 (fol. A verso und fol. B recto) und 25–28 (fol. B verso). Von den sechs Spalten der Hexapla sind vier vertreten: Hebräisch in griechischer Schrift, die griechische Übersetzung von Aquila, die griechische Übersetzung von Symmachus und die Übersetzung der Septuaginta. Das Manuskript ist in Koine-Griechisch geschrieben und enthält den Namen Gottes (Tetragrammaton) in griechischen Buchstaben „Pipi“ (ΠΙΠΙ), die den hebräischen Buchstaben nachempfunden sind (יהוה).